# Goniothalamus tortilipetalus
Goniothalamus tortilipetalus là loài thực vật có hoa thuộc họ Na. Loài này được M.R.Hend. mô tả khoa học đầu tiên năm 1933.